# Hugh Cornwell

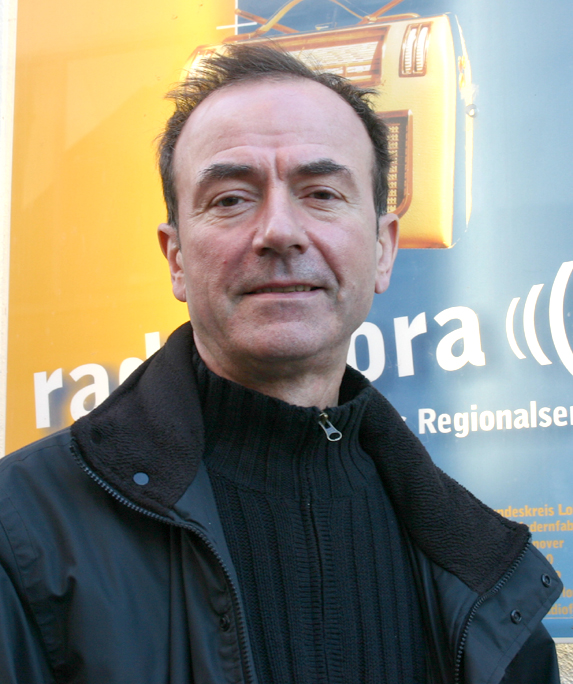
Hugh Cornwell 2006

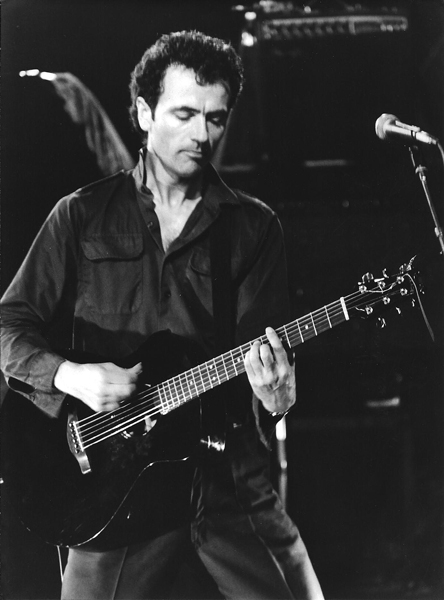
Hugh Cornwell 1983

Hugh Alan Cornwell (* 28. August 1949 in London) ist ein britischer Musiker. Bekannt wurde er als Sänger und Gitarrist der Stranglers, deren Mitglied er bis 1990 war.

## Leben

### Schule und Ausbildung
Cornwell wuchs als drittes von insgesamt vier Geschwistern im Londoner Stadtteil Tufnell Park auf. Er ging in der Burghley Road Primary School in Kentish Town zur Grundschule und besuchte ab 1961 die William-Ellis-Gesamtschule in Highgate, wo er mit dem späteren Fairport-Convention-Gitarristen Richard Thompson bis 1965 in einer Schülerband spielte.
Cornwell ging nach Erreichen der Fachhochschulreife von der Schule ab. Vor Beginn seines Studiums arbeitete er im Frühjahr und Sommer 1968 zunächst als Aushilfe im Medizinischen Labor des St. Bartholomew Hospital in der City of London und im Medizinischen Labor der Universitätsklinik Lund in Schweden. Im September 1968 begann Cornwell dann ein dreijähriges Biochemie-Studium an der University of Bristol, das er 1971 mit einem Third Class Honours Degree abschloss. Zum weiterführenden Studium kehrte er an das Biochemische Institut der Universität Lund zurück, um unter Kai Lindstrand seine Doktorarbeit zu machen. Dies brach er Ende 1973 jedoch ergebnislos ab und kehrte nach London zurück.

### Johnny Sox (1972 bis 1974)
Im Herbst 1972 gründete Cornwell in Lund seine erste Band Johnny Sox (Gyrth Godwin – Gesang / Hans Wärmling – Leadgitarre / Hugh Cornwell – Rhythmusgitarre / Janne Knuda – Bass / Chicago Mike – Schlagzeug). Nach einigen Konzerten in Lund und Umgebung beschloss Cornwell Berufsmusiker zu werden und zog mit der Band (mit Ausnahme Wärmlings) Ende 1973 nach London. Johnny Sox bezogen ein besetztes Haus in der Maitland Park Road in Camden und gaben im Januar 1974 einige Konzerte in Londoner Pubs. Der Schlagzeuger Chicago Mike wurde danach durch den 35-jährigen Jet Black ersetzt und die Band zog nach Guildford aufs Land. Ein Demotape wurde am 8. Mai 1974 von Island Records abgelehnt, es kam zum Streit und Godwin und Knuda verließen die Band.

### The Stranglers (1974 bis 1990)
Cornwell und Jet Black fanden Ersatz in dem 22-jährigen Jean-Jacques Burnel (Bass), der am 30. Mai 1974 erstmals mit den beiden probte, und holten Hans Wärmling als Leadgitarristen zurück. Die neue Band gab nach intensiven Proben bereits im Sommer 1974 die ersten Konzerte in Guildford und Umgebung, zuerst unter dem Namen The Guildford Stranglers. Am 11. September 1974 ließ die Band sich schließlich unter dem Geschäftsnamen The Stranglers registrieren.
Von Ende 1974 bis Anfang 1976 bezog die Band ein Haus im benachbarten Chiddingfold, zu dieser Zeit arbeitete Cornwell als Aushilfslehrer für Biologie am St Mary’s Tutorial College in Guildford, eine Erfahrung, die er später in dem Stranglers-Song School Mam verarbeitete. Als die Stranglers langsam bekannter wurden, zog Cornwell Anfang 1976 zurück nach London.
Am 6. Dezember 1976 schloss die Band schließlich für einen Vorschuss von 40.000 £ einen Plattenvertrag mit United Artists Records. Hugh Cornwells erste Plattenveröffentlichung folgte am 28. Januar 1977 in Form der Stranglers-Debütsingle (Get a) Grip (on yourself), eines Songs, den Cornwell alleine geschrieben hatte.
Am 6. Januar 1980 wurde Hugh Cornwell vom West London Magistrates’ Court zu acht Wochen Haft und einer zusätzlichen Geldbuße von 300 £ wegen Drogenbesitzes verurteilt. Cornwell legte erfolglos Berufung ein und musste die Haftstrafe vom 21. März bis zum 25. April 1980 im Gefängnis Pentonville in Islington absitzen.
Am 21. Juni 1980 wurde Cornwell in Frankreich wegen öffentlicher Aufforderung zu Straftaten verhaftet. Bei einem Stranglers-Konzert in der Universität Nizza war es am Vorabend zu Ausschreitungen und Sachbeschädigungen gekommen. Cornwell wurde für einige Tage ins Maison d'arrêt de Nice, das Untersuchungsgefängnis von Nizza, überstellt und am 27. Juni 1980 auf Kaution wieder freigelassen. Am 13. Januar 1981 wurde er in Abwesenheit zu einer Haftstrafe auf Bewährung und einer zusätzlichen Geldstrafe von umgerechnet 2000 £ verurteilt.
1990 stieg Cornwell überraschend aus der Band aus. Am Tag nach einem Konzertmitschnitt im Alexandra Palace in London (11. August 1990) teilte er seine Entscheidung telefonisch den übrigen Bandmitgliedern mit, die mit einem neuen Sänger weitermachten, statt die Band aufzulösen.

### Soloaktivitäten (seit 1978)
Bereits 1978/79 nahm Cornwell mit Hilfe des Captain-Beefheart-Schlagzeugers Robert Williams ein erstes Soloalbum Nosferatu auf, bei dem Devo (auf Rhythmic Itch), Clash-Mitglieder (Hintergrundgesang auf Puppets) und Ian Dury (Gesang auf Wrong way round) mitwirkten. 1988 folgte ein zweites Soloalbum Wolf.
Nachdem Cornwell 1990 die Stranglers verlassen hatte, legte er eine Pause ein. Seit 1992 veröffentlicht er wieder in regelmäßigen Abständen Material, jedoch ohne den kommerziellen Erfolg wie zu Zeiten der Stranglers.
Cornwell lebt in Wiltshire.

## Schriftstellerei
Nach seiner Haftentlassung beschrieb Cornwell seine Erlebnisse im Gefängnis Pentonville in der Broschüre Inside Information, die ab Oktober 1980 über den Fanclub Stranglers Information Service bezogen werden konnte. Bis 1990 veröffentlichte Cornwell regelmäßig Artikel und Cartoons im Stranglers-Fanclubmagazin Strangled.
Im November 2001 erschien das Buch The Stranglers Song By Song, ein Interviewbuch, in dem Cornwell ausführlich über alle offiziell veröffentlichten Stranglers-Songs Auskunft gab. Im Oktober 2004 erschien Cornwells Autobiographie A Multitude Of Sins, das zusätzlich den Text der Inside Information-Broschüre aus dem Jahre 1980 enthielt.

## Schauspielerei
Cornwell spielte ein paar kleine Nebenrollen in Kinofilmen wie L'Etoile de sang (1986) und Eat the Rich (1987) sowie Fernsehfilmen wie Lucky Sunil (1988) und Being Dom Joly (2001).

## Diskografie
- 1979: Nosferatu (mit Robert Williams, United Artists Records)
- 1988: Wolf (Virgin Records)
- 1993: Wired (Transmission Recordings)
- 1997: Guilty (Madfish)
- 1999: Solo (His Records)
- 1999: First Bus to Babylon (Velvel)
- 1999: Mayday (His Records)
- 2000: Hi Fi (Koch International)
- 2002: Footprints in the Desert (Track Record)
- 2003: In the Dock (Livealbum, Track Record)
- 2004: Beyond Elysian Fields (Track Record)
- 2005: Live It And Breathe It (Livealbum, Invisible Hands Music)
- 2006: Dirty Dozen Live (Livealbum, Invisible Hands Music)
- 2006: People Places Pieces (Livealbum, Invisible Hands Music)
- 2007: Beyond Acoustic Fields (Invisible Hands Music)
- 2008: Hooverdam (Invisible Hands Music)
- 2010: New Songs For King Kong (Livealbum, Invisible Hands Music)
- 2012: Totem And Taboo (His Records)
- 2014: Live At The Vera (Livealbum, His Records)
- 2016: This Time It's Personal (mit John Cooper Clarke, Sony Music)
- 2018: Monster (Sony Music)
- 2022: Moments Of Madness (His Records)

### Mit The Stranglers (Auszug)
- 1977: No More Heroes (United Artists)
- 1977: Rattus Norvegicus (United Artists)
- 1978: Black and White (United Artists)
- 1979: The Raven (United Artists)
- 1981: The Gospel According to the Meninblack (Liberty Records)
- 1981: La folie (Liberty Records)
- 1983: Feline (Epic Records)
- 1984: Aural Sculpture (Epic Records)
- 1986: Dreamtime (Epic Records)
- 1990: 10 (Epic Records)

### Mit CCW
- 1992: CCW (UFO Records)

### Mit Sons of Shiva
- 2002: Sons of Shiva (Track Records)

## Bibliografie
- 2011: Window on the World (Roman, Quartet Books)
- 2014: Arnold Drive: Can a man keep his faith when he's lost his way? (Roman, Unbound)